# Halle (Saale) Thüringer Güterbahnhof
Der Thüringer Güterbahnhof war ein Bahnhof in Halle (Saale), der von 1871 bis 1991 für den Güterumschlag in Betrieb war.

## Geschichte
Er wurde während des wirtschaftlichen Aufschwungs der Gründerzeit als Erweiterung der Güterbahnhofsanlagen südlich des damaligen Thüringer Personenbahnhofs errichtet und wurde somit der Ausgangspunkt des Gütertransports der Bahnstrecke Halle–Bebra. Um 1890 wurden die Gleisanlagen in Halle mit dem Bau des Hauptbahnhofs grundsätzlich umgestaltet. Der Thüringer Güterbahnhof verlor damit seine direkte Verbindung zur Thüringer Bahn. Als im Jahr 1895 die Hafenbahn Halle vom Sophienhafen und im Jahr 1896 die Bahnstrecke Halle Klaustor–Hettstedt der Halle-Hettstedter Eisenbahn-Gesellschaft, zu der die Hafenbahn gehörte, ihren Betrieb aufnahmen, entwickelte sich der Thüringer Güterbahnhof zum großen Güterbahnhof für diese neue Eisenbahnstrecke sowie die 1895 eröffnete Industriebahn, die viele Fabriken und Betriebe im südlichen Halle anschloss.
Im Jahr 1968 wurde die Halle-Hettstedter Eisenbahn im Zuge der Errichtung von Halle-Neustadt schließlich stillgelegt und der Thüringer Güterbahnhof verlor seine Bedeutung, da er nur noch für die wenigen verbliebenen Industrieanschlüsse im Süden der Stadt genutzt wurde. Nach der politischen Wende und dem damit einhergehenden wirtschaftlichen Niedergang bzw. der Umverteilung des Güterverkehrs auf die Straße wurde der Bahnhof 1991 schließlich endgültig geschlossen.

## Heutige Situation

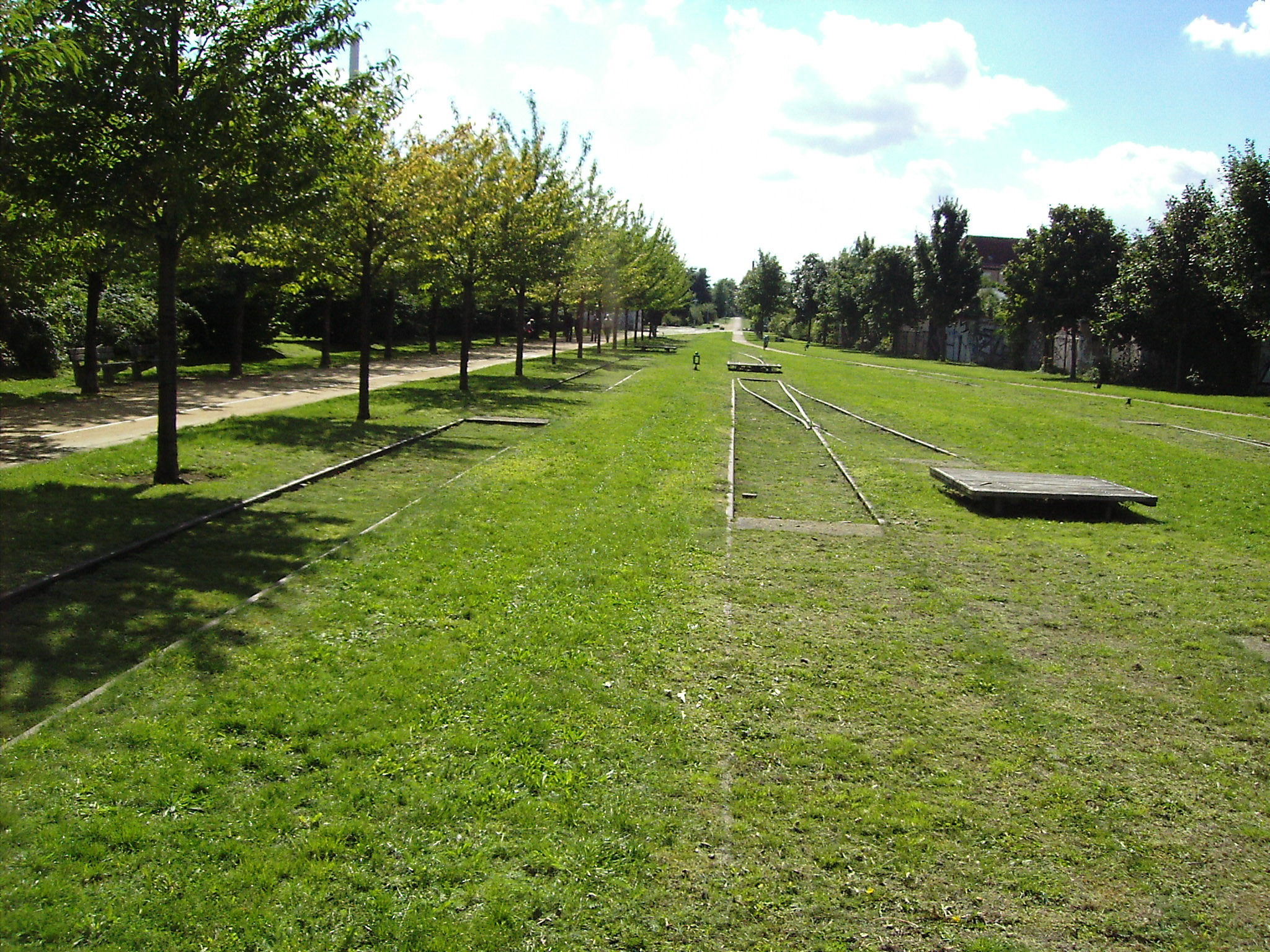
Südlicher Bahnhofsbereich 2010 als Parkanlage

Das Bahnhofsgelände samt Gleisvorfeld wurde inzwischen in eine Park- und Sportanlage umgewandelt. Einige Gebäude aus früheren Zeiten stehen heute noch und werden von Betrieben oder Vereinen und auch der Deutschen Bahn weiter genutzt.